# بمب‌گذاری فوریه ۲۰۰۴ متروی مسکو
بمب‌گذاری فوریه ۲۰۰۴ متروی مسکو (به انگلیسی: February 2004 Moscow Metro bombing) در تاریخ ۶ فوریه سال ۲۰۰۴، توسط یک عامل انتحاری در نزدیکی ایستگاه اوتوزاودسکایا در خط زاموسکورفسکایا، متروی مسکو به وقوع پیوست. در نتیجه این حمله انتحاری، ۴۰ تن کشته و بیش از ۱۲۰ تن زخمی شدند. عمده صدمات مجروحان این حادثه، ناشی از شکستگی استخوان و استنشاق دود بوده‌است.